# Rafael Juárez de Negrón y Centurión de Córdova
Rafael Juárez de Negrón y Centurión de Córdova (Estepa, 14 de abril de 1816 – Madrid, 5 de febrero de 1885) fue un militar español, capitán general de Aragón y Valencia durante el reinado de Alfonso XII.
De familia de militares, en 1830 ingresó en el Colegio de Artillería de Alcalá de Henares, donde en 1835 fue ascendido a subteniente y en 1836 a teniente. Durante la primera guerra carlista luchó en el asedio de Morella y en las batallas de San Pedro Mártir (1838), Maella (1840) y en la batalla de Perecamps. En 1840 fue ascendido a capitán por méritos de guerra y le fue concedida la cruz de San Fernando. Bajo las órdenes de Antonio van Halen y Sarti participó con el aplastamiento del pronunciamiento de 1841 en Barcelona. En 1843 fue ascendido a comandante y en 1844 fue destinado a Vitoria y al Estado Mayor del Ejército del Norte.
En 1846 y 1847 formó parte del ejército de observación de Portugal, a las órdenes del general Ricardo Shelly Comesford. En 1850 fue ascendido a comandante de artillería y en 1858 a teniente coronel de infantería. En 1859 fue destinado como formador a la Escuela Práctica de Artillería de Sevilla. En 1863 fue ascendido a coronel de artillería y destinado a Valencia. En 1864 fue destinado a Madrid y participó en la represión de la revuelta de Villarejo de Salvanés (1866), por lo que fue ascendido a brigadier. Después de la revolución de 1868 fue destituido del cuerpo de artillería, pero en 1872 fue readmitido y nombrado vocal de la Junta Superior Facultativa y más tarde estuvo a las órdenes del capitán general de las provincias Vascongadas y Navarra. Después de las acciones en el puente de Guardiola y en Castellar de Nuch, en el marco de la tercera guerra carlista (septiembre de 1874), fue ascendido a mariscal de campo. Después de los combates de Peña Plata y Nera, el 1 de abril de 1875 fue ascendido a teniente general. Del 19 de octubre de 1875 al 23 de abril de 1877 fue capitán general de Aragón. De 1877 a 1881 fue vocal de la Junta Superior Facultativa de Guerra. Del 17 de febrero de 1881 a diciembre de 1882 fue capitán general de Valencia, donde creó el Círculo Militar de Valencia para fomentar la lectura. De 1882 a 1885 fue director general del Cuerpo y Cuartel de Inválidos. Murió en Madrid el 5 de febrero de 1885.